# Téléphonie fixe
Pour les articles homonymes, voir Téléphone (homonymie).
La téléphonie fixe, est souvent associée à la téléphonie résidentielle, elle correspond aux systèmes téléphoniques dont la ligne terminale d'abonné est située à un emplacement fixe. Il existe également des usages de la téléphonie fixe dans le domaine des télécommunications d'entreprises. La téléphonie fixe est l'une des deux catégories de la téléphonie, l'autre catégorie étant la téléphonie mobile. Une ligne terminale d'abonné est fixe quand elle est réalisée soit par une technique filaire (par une paire de fils de cuivre, par un câble coaxial ou une fibre optique), soit par une technique sans fil fixe (ou boucle radio fixe). La ligne terminale d'abonné est le segment du réseau des télécommunications compris entre la prise téléphonique de l'abonné et le répartiteur ou le central téléphonique; elle est également appelée "boucle locale".

## Terminologie
Le terme « téléphonie résidentielle » est fréquemment utilisé par les fournisseurs et constructeurs d'équipements téléphoniques, mais ce terme fait confusion avec le terme d'abonnés résidentiels qui correspond à la catégorie des particuliers et des ménages par opposition à la catégorie des professionnels parmi les abonnés au téléphone.

## Technologies
La téléphonie filaire traditionnelle utilisée sur le réseau téléphonique commuté est basée sur plusieurs techniques : la première est la transmission bidirectionnelle du signal vocal  en bande de base (sans modulation) et à basses fréquences (de 300 à 3 400 hertz) sur une ligne bifilaire en cuivre. Les deux autres techniques constitutives de la téléphonie fixe sont l'alimentation par une batterie centrale et la technique des lignes commutées.
Les téléphones fixes traditionnels utilisaient, pour pouvoir transmettre la voix des utilisateurs, une alimentation de 48 volts venant du commutateur téléphonique avec un courant continu maximum d'une vingtaine de milliampères, par l'intermédiaire d'une ligne composée de deux fils de cuivre. Ces lignes sont commutables avec d'autres lignes par l'intermédiaire d'un commutateur électromécanique ou électronique.
Les systèmes plus récents de téléphonie fixe utilisent la voix sur IP, souvent par l’intermédiaire d’une box proposée par des fournisseurs d'accès à Internet.
Les modèles les plus traditionnels de téléphone fixe possèdent des fonctions banales telles que le haut-parleur, le répondeur, ou encore le répertoire. En revanche, les modèles plus développés peuvent disposer de touches programmables et ont la possibilité d'effectuer des conversations téléphoniques en conférence.
À partir du moment où l'utilisateur est à son domicile, le téléphone fixe est une valeur sûre, notamment par sa praticité, sa facilité d’utilisation et la qualité du son.

### Démontage d'un téléphone filaire

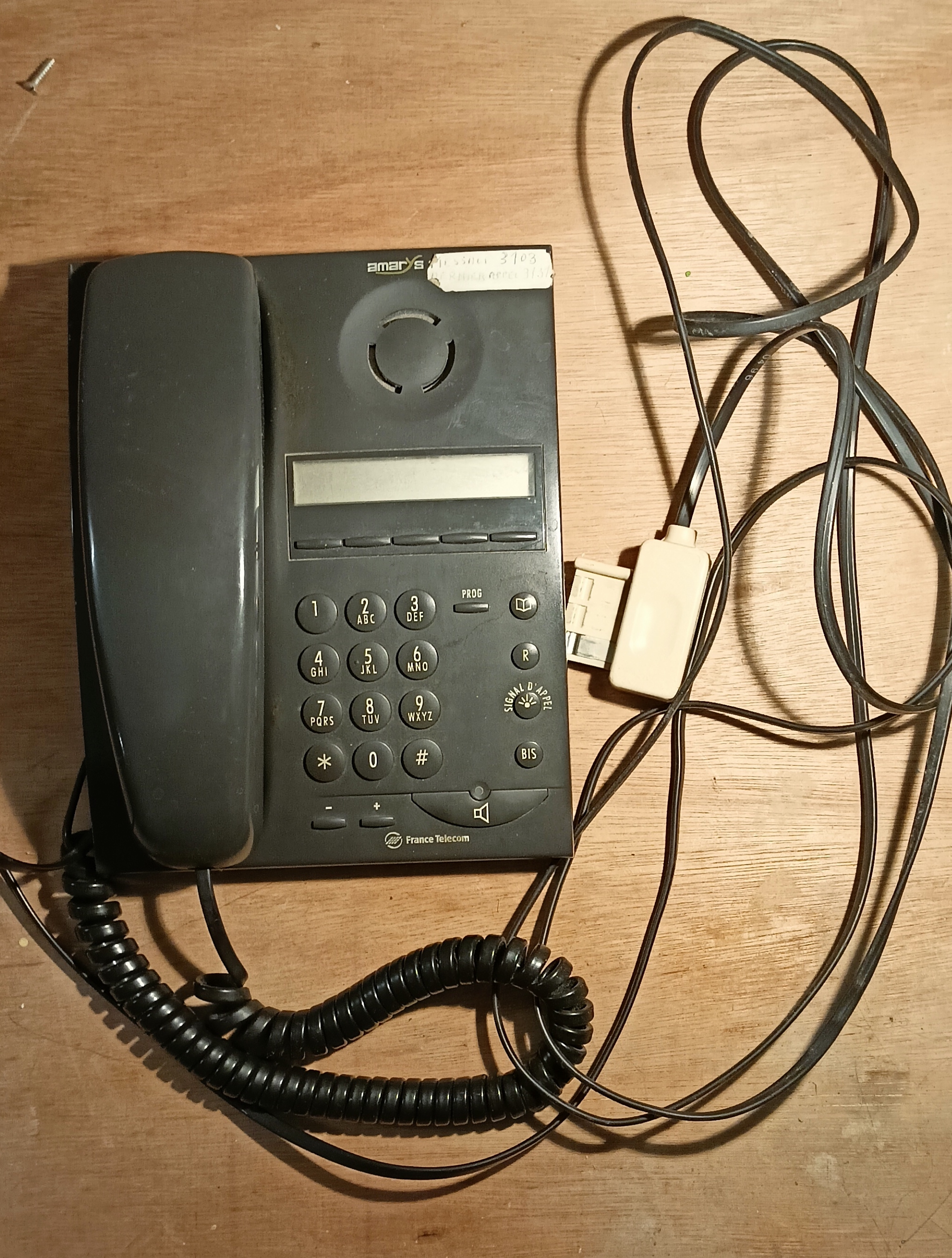
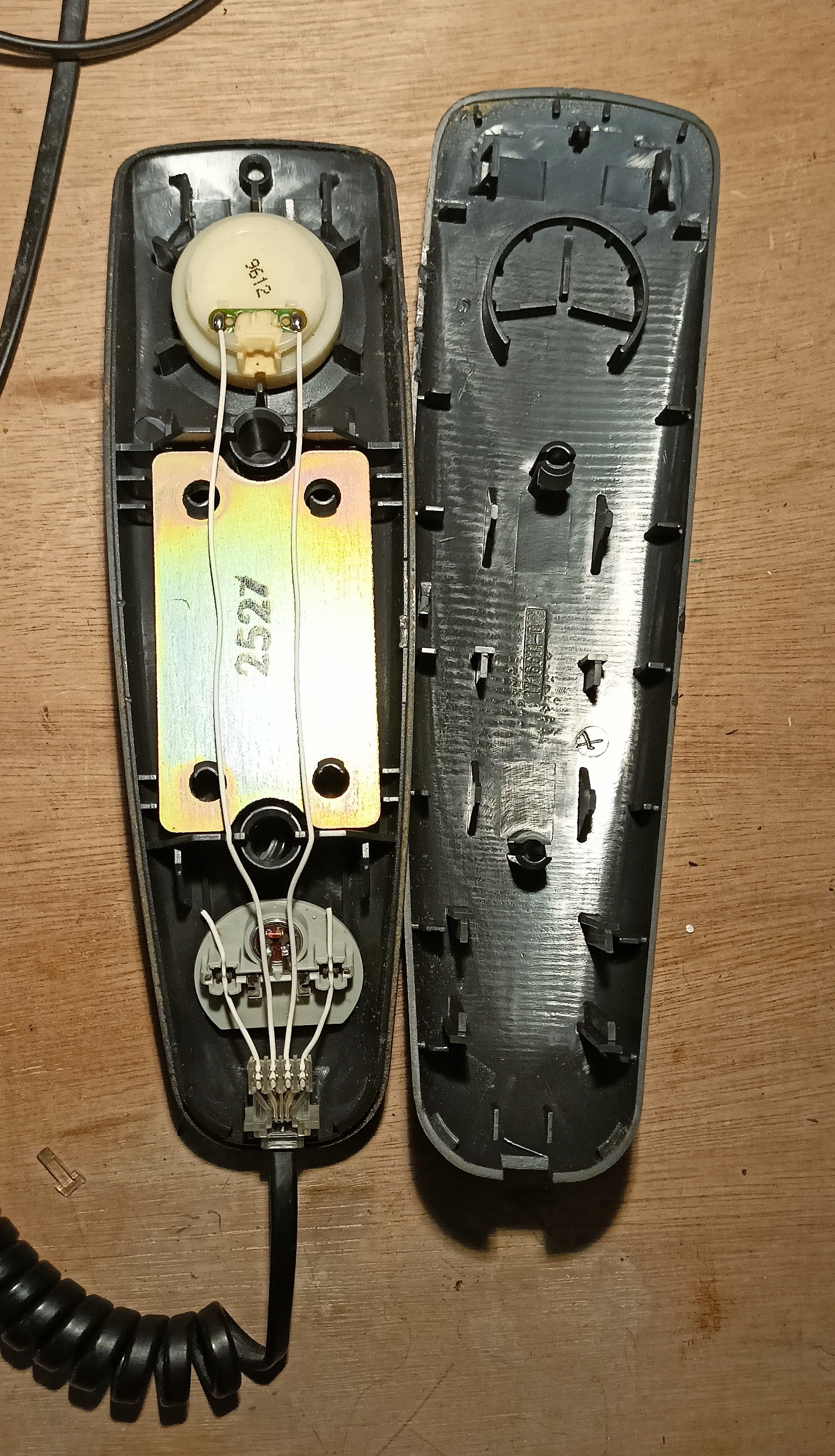
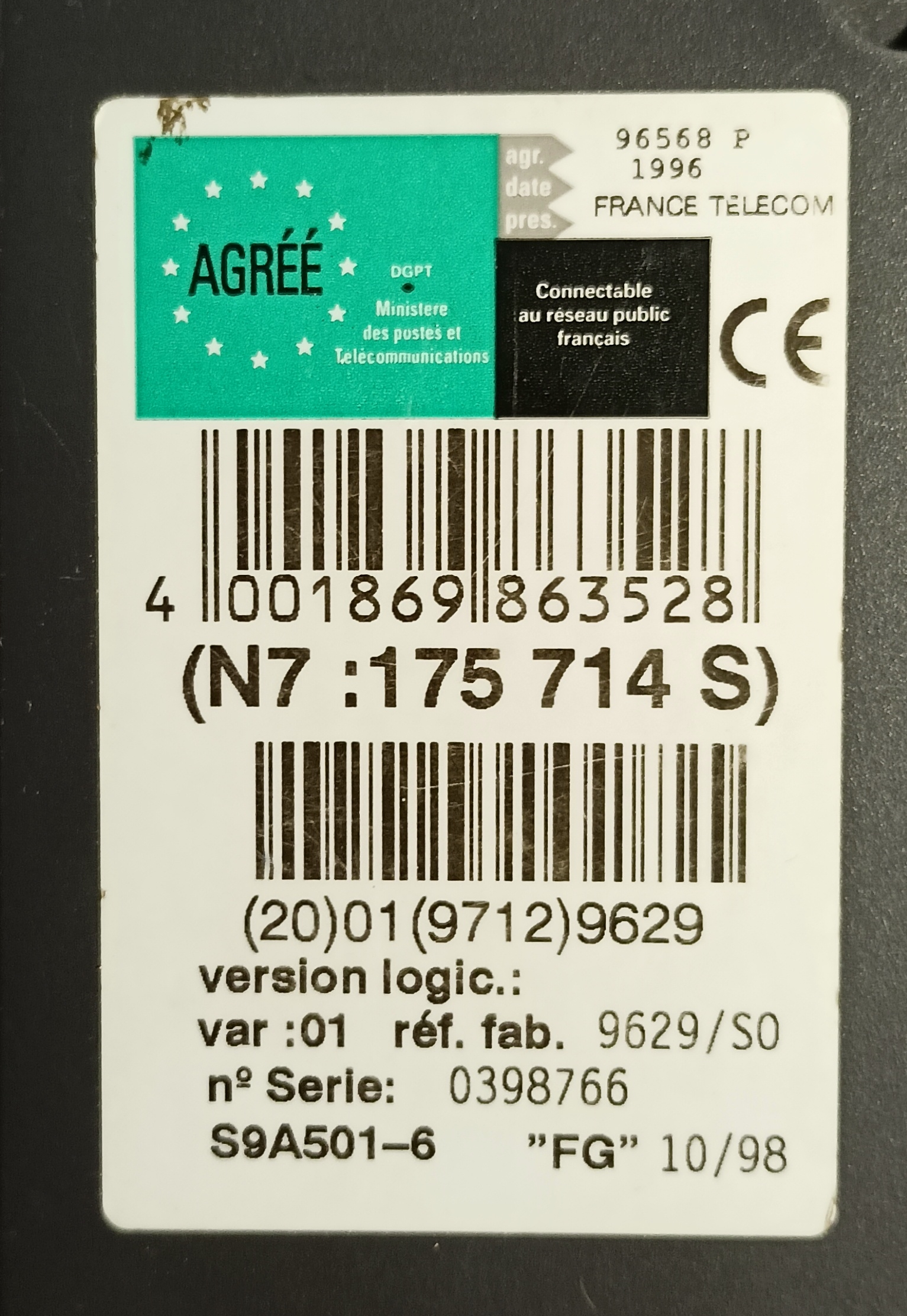
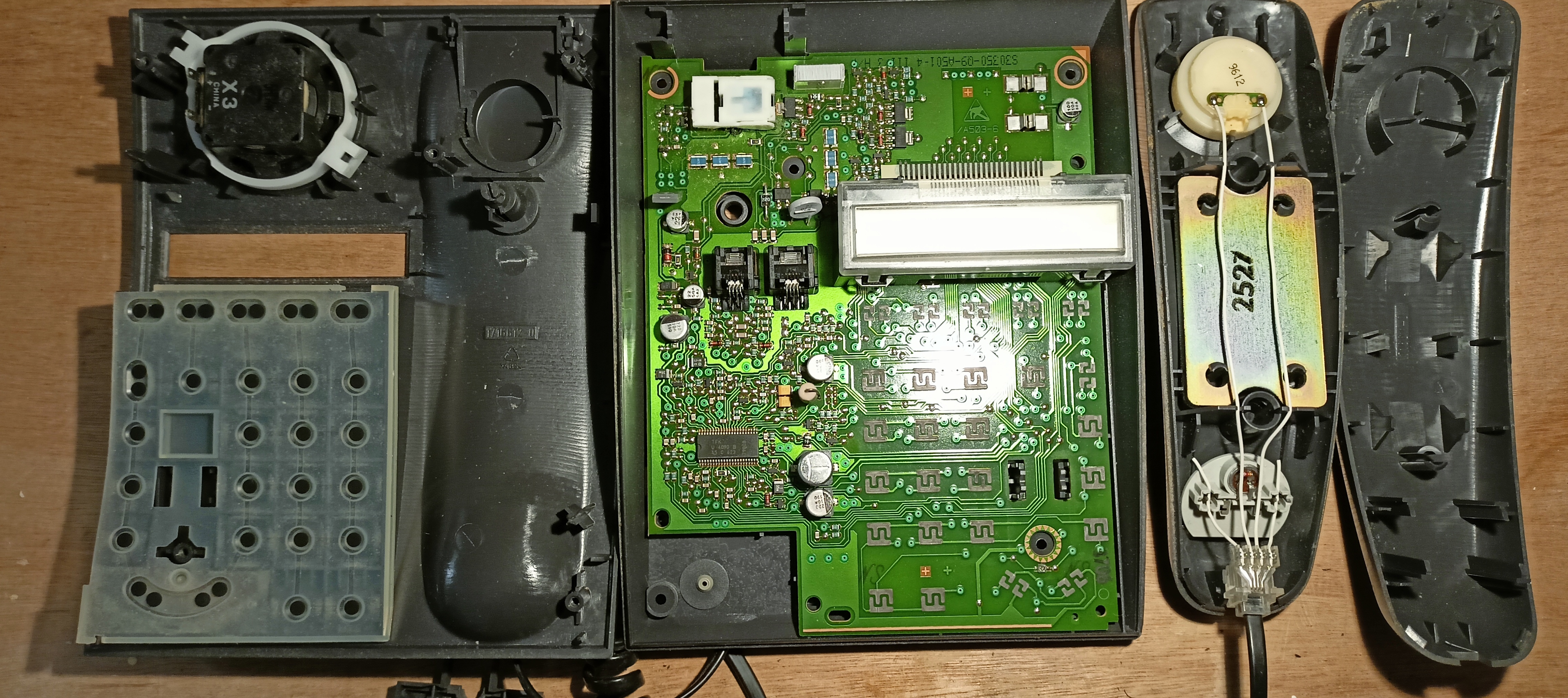
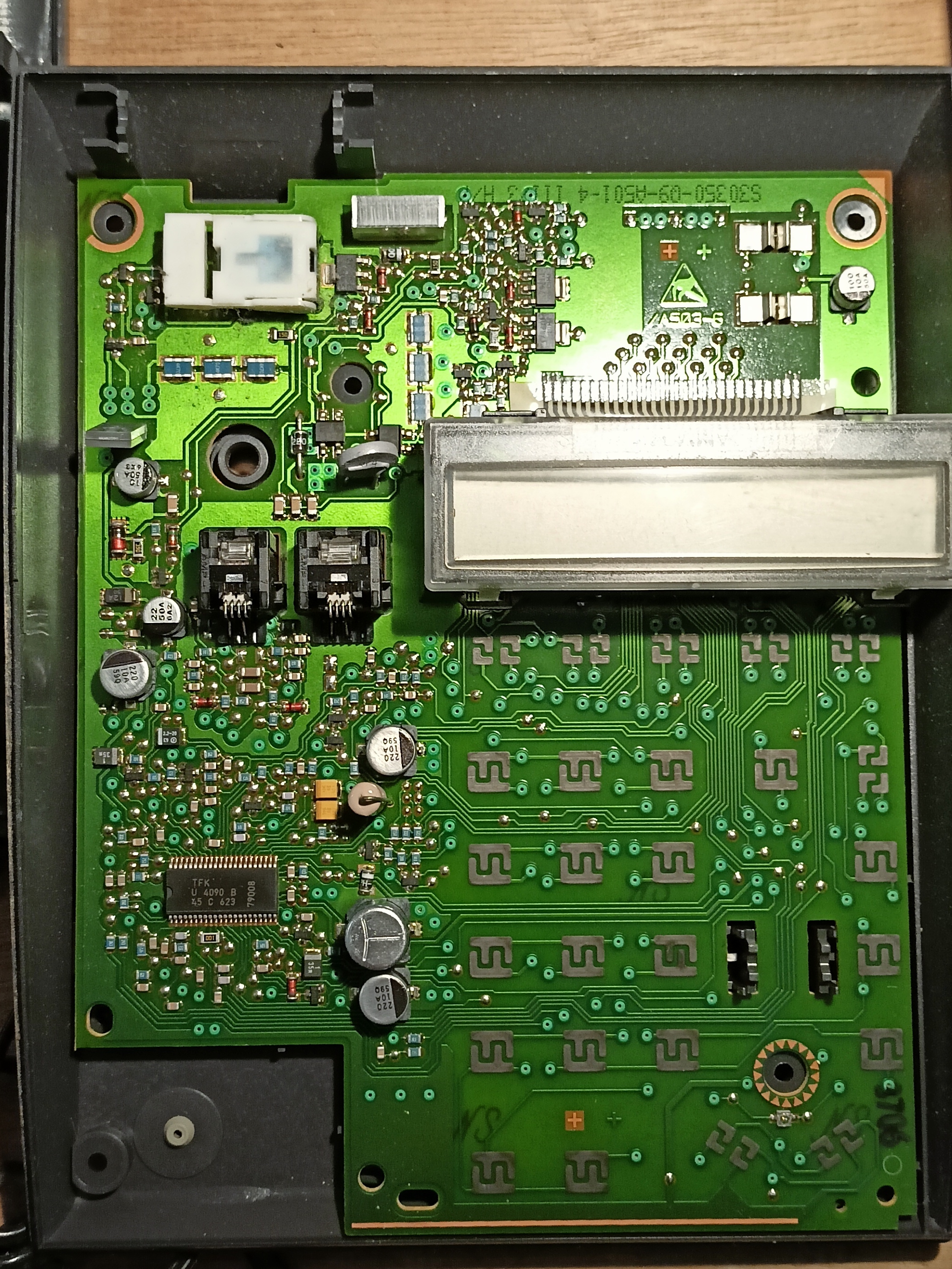
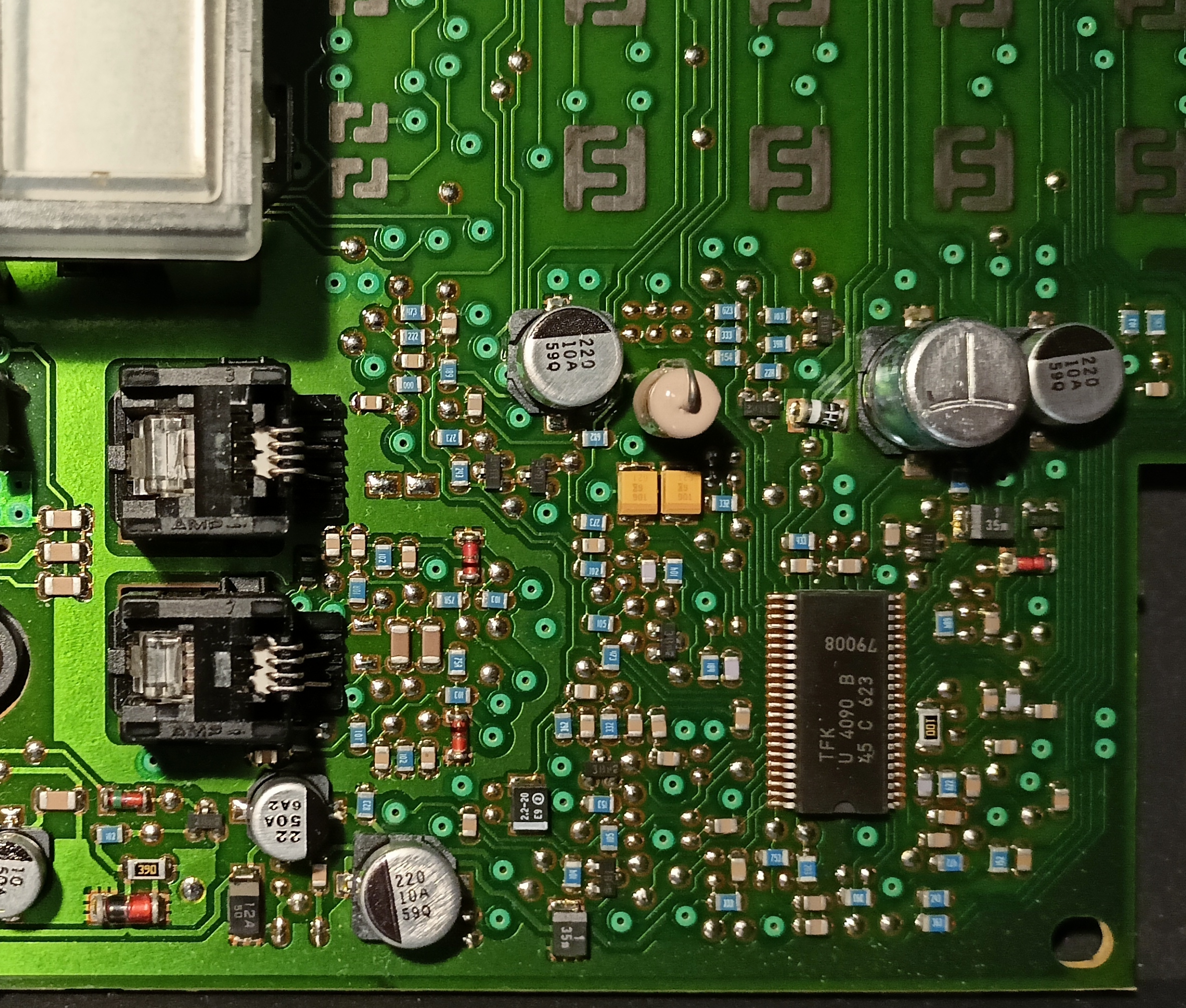
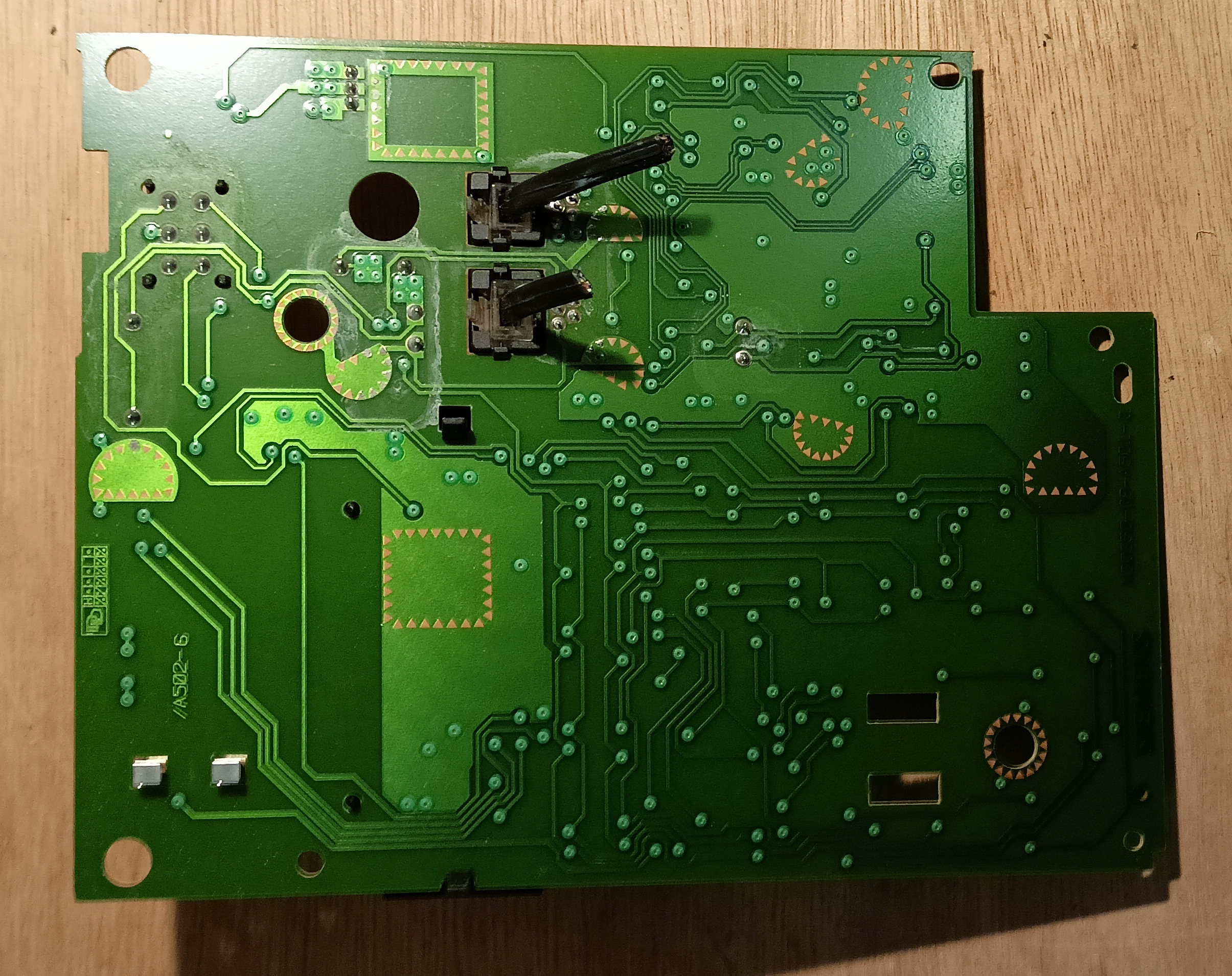